# Добруша (Теленештський район)
Добруша (рум. Dobrușa) — село у Теленештському районі Молдови. Входить до складу комуни, адміністративним центром якої є село Негурень.

## Населення
За даними перепису населення 2004 року у селі проживали 29 осіб.
Національний склад населення села:
| Національність | Кількість осіб | Відсоток |
| -------------- | -------------- | -------- |
| молдавани      | 23             | 79,3%    |
| українці       | 6              | 20,7%    |
| Всього         | 29             | 100%     |